# Susan Park
Pour les articles homonymes, voir Park.
Susan Park, née le 24 février 1983, est une actrice américano-coréenne.

## Biographie
Susan Park est née aux États-Unis de parents coréens. Elle commence sa carrière en 2009. En 2010, elle joue dans un one-man-show intitulé Diaries of a K-Town Diva, dirigé par Barbara Tarbuck. En 2013, elle joue dans la série Revenge de la chaîne ABC Studios, et en 2014 dans Fargo.

## Filmographie partielle

### Au cinéma
- 2025 : Twinless de James Sweeney (en) : Sage